# Tall Agharr
Tall Agharr (arab. تل أغر) – wieś w Syrii, w muhafazie Hama. W 2004 roku liczyła 679 mieszkańców.